# Mu Pegasi
Mu Pegasi (μ Peg, μ Pegasi) é uma estrela localizada na constelação de Pegasus. Tem o nome tradicional de Sadalbari, que significa "estrela da sorte do ser excelente". Se encontra a 117 anos-luz da Terra e tem uma magnitude aparente de 3,513.
Mu Pegasi é uma estrela gigante de classe G com uma temperatura de 4 995 K. Possui um raio de 9 raios solares e sua luminosidade é 45 vezes maior que a do Sol. Sua massa é estimada entre 2,0 e 2,5 massas solares.